# Saison 2018-2019 du Stade aurillacois Cantal Auvergne
Cette page présente la saison 2018-2019 du Stade aurillacois en Pro D2.

## Entraineurs
- André Bester
- Thierry Peuchlestrade
- Mathieu Lescure
- Tom Palmer
- Maxime Petitjean

## La saison
La saison 2018-2019 débute au stade Jean-Alric, le vendredi 10 août 2018, par un drame lors du match amical contre le Stade Rodez Aveyron,.

Après, un choc à la poitrine, un choc violent ou un placage, l'ailier aurillacois Louis Fajfrowski décède dans la soirée. Une enquête est ouverte afin de déterminer les causes de son décès. Une autopsie du corps aura lieu le 13 aout à l’Institut médico-légal de Clermont-Ferrand.
Avec 61 points (13 victoires et 17 défaites), le Stade aurillacois termine à 14e place évitant de peu la relégation.

## Effectif professionnel 2018-2019
| Nom                      | Poste           | Naissance         | Nationalité sportive | International | Dernier club                       | Arrivée au club (année) |
| ------------------------ | --------------- | ----------------- | -------------------- | ------------- | ---------------------------------- | ----------------------- |
| Lotu Taukehaio           | Pilier          | 12 mai 1984       | Australie            | -             | FC Grenoble                        | 2013                    |
| Grégory Fabro            | Pilier          | 28 février 1986   | France               | -             | FC Grenoble                        | 2015                    |
| Anthony Alvès            | Pilier          | 23 juin 1989      | Portugal             |               | Montluçon rugby                    | 2015                    |
| Lucas Seyrolle           | Pilier          | 4 septembre 1995  | France               | -             | Formé au club                      | 2016                    |
| Julius Nostadt           | Pilier          | 12 octobre 1992   | Allemagne            |               | SO Chambéry                        | 2017                    |
| Youssef Amrouni          | Pilier          | 29 août 1994      | France               | U20           | Provence rugby                     | 2017                    |
| Quentin Guibert          | Pilier          | 24 avril 1996     | France               | -             | Formé au club                      | 2017                    |
| Cristian Ojovan          | Pilier          | 4 janvier 1997    | Moldavie             |               | Section paloise                    | 2017                    |
| Giorgie Vepkhadze        | Pilier          | 26 septembre 1984 | Géorgie              | -             | US Oyonnax                         | 2018                    |
| Jarod Lévèque            | Pilier          | 2 avril 1998      | France               |               | Formé au club                      | 2018                    |
| Kévin Savea              | Talonneur       | 27 mars 1995      | France               |               | ASM Clermont                       | 2016                    |
| Benoît Rieu              | Talonneur       | 6 mai 1996        | France               |               | Formé au club                      | 2016                    |
| Pierre Rude              | Talonneur       | 21 janvier 1995   | France               |               | Formé au club                      | 2017                    |
| Adrian Smith             | Talonneur       | 27 avril 1987     | Nouvelle-Zélande     | -             | North Harbour Rugby Union          | 2018                    |
| Vano Karkadze            | Talonneur       | 25 juin 2000      | Géorgie              | -             | Rugby Club Aia                     | 2018                    |
| Baptiste Hezard          | 2e ligne        | 2 octobre 1989    | France               | U20           | ASM Clermont Auvergne              | 2013                    |
| Adrien Corbex            | 2e ligne        | 14 mai 1994       | France               |               | Lyon OU                            | 2015                    |
| Christian Ostberg        | 2e ligne        | 20 février 1995   | États-Unis           |               | Chinnor RFC (en)                   | 2015                    |
| Thibaud Calmettes        | 2e ligne        | 2 janvier 1997    | France               |               | Formé au club                      | 2017                    |
| Peet Van der Walt        | 2e ligne        | 19 septembre 1991 | Afrique du Sud       |               | SWD Eagles                         | 2018                    |
| Pierre Algans            | 2e ligne        | 27 mai 1997       | France               |               | RC Narbonne                        | 2018                    |
| Virgil Ghenea            | 2e ligne        | 26 avril 2001     | Roumanie             |               | CSM Baia Mare                      | 2018                    |
| Giorgi Javakhia          | 2e ligne        | 24 septembre 1996 | Géorgie              |               | Lyon OU                            | 2018                    |
| Latuka Maituku           | 3e ligne        | 15 mars 1988      | France               | -             | Formé au club                      | 2009                    |
| Pierre Roussel           | 3e ligne        | 18 décembre 1988  | France               | -             | Castres olympique                  | 2012                    |
| Marius Vialle            | 3e ligne        | 28 décembre 1991  | France               | -             | Formé au club                      | 2013                    |
| Flavien Nouhaillaguet    | 3e ligne        | 16 mars 1989      | France               | -             | FC Grenoble                        | 2015                    |
| Kevin Lebreton           | 3e ligne Centre | 27 mars 1995      | France               |               | SC Albigeois                       | 2016                    |
| Loïc Rouquette           | 3e ligne        | 14 août 1997      | France               | -             | Formé au club                      | 2017                    |
| Giorgi Tsutskiridze      | 3e ligne        | 26 novembre 1996  | Géorgie              |               | Dinamo Bucuresti                   | 2017                    |
| Nardus van der Walt (en) | 3e ligne        | 22 février 1992   | Afrique du Sud       |               | Steval Pumas                       | 2018                    |
| Shaun Adendorff          | 3e ligne        | 28 mai 1992       | Afrique du Sud       | à VII         | Blue Bulls                         | 2018                    |
| Giorgi Javakhia          | 3e ligne        | 24 septembre 1996 | Géorgie              |               | Lyon OU                            | 2018                    |
| Beka Saghinadze          | 3e ligne        | 29 octobre 1999   | Géorgie              |               | Lelo Saracens Tbilissi             | 2018                    |
| Jesse De Vries           | 3e ligne        | 5 mars 1999       | Pays-Bas             |               | Rugbyclub The Big Bulls            | 2018                    |
| Reece Hewat              | 3e ligne Aile   | 25 septembre 1997 | Australie            |               | Brisbane City                      | 2018                    |
| Steve Moukete            | 3e ligne Aile   | 27 novembre 1998  | France               |               | Formé au club                      | 2018                    |
| Paul Boisset             | Mêlée           | 13 juillet 1988   | France               | -             | Formé au club                      | 2007                    |
| Hugo Bouyssou            | Mêlée           | 4 juillet 1996    | France               | -             | Formé au club                      | 2015                    |
| Bernard Reggiardo        | Mêlée           | 1997              | France               | -             | Castres olympique                  | 2017                    |
| Isaac Montoisy           | Mêlée           | 1999              | Belgique             |               | RC Soignies                        | 2018                    |
| Joris Segonds            | Ouverture       | 6 avril 1997      | France               | -             | Formé au club                      | 2016                    |
| Thomas Dubourdeau        | Ouverture       | 30 décembre 1995  | France               | -             | Formé au club                      | 2016                    |
| Pieter-Steyn de Wet      | Ouverture       | 8 janvier 1991    | Afrique du Sud       |               | Wildeklawer Griquas Southern Kings | 2018                    |
| Jasey van Kampen         | Ouverture       | 17 mars 1984      | Pays-Bas             |               | Le Havre AC                        | 2018                    |
| Jean-Philippe Cassan     | Centre          | 20 février 1989   | France               | -             | Formé au club                      | 2008                    |
| Merab Sharikadze         | Centre          | 17 mai 1993       | Géorgie              |               | US bressane                        | 2015                    |
| Bastien Colliat          | Centre          | 20 avril 1994     | France               |               | Formé au club                      | 2015                    |
| Jone Waqaliva            | Centre          | 18 juin 1995      | Fidji                |               | Union Bordeaux-Bègles              | 2017                    |
| AJ Coertzen (en)         | Centre          | 16 octobre 1990   | Afrique du Sud       | -             | Wildeklawer Griquas Cheetahs       | 2018                    |
| Anzize Saïd Omar         | Centre          | 5 juillet 1992    | France               | -             | SO Chambéry                        | 2018                    |
| Jacques Nel              | Centre          | 17 mars 1993      | Afrique du Sud       | -             | Southern Kings Xerox Golden Lions  | 2018                    |
| Yann Lohoré              | Centre          | 23 mai 1989       | Côte d'Ivoire        | -             | SO Chambéry                        | 2018                    |
| Albert Valentin          | Ailier          | 29 septembre 1988 | France               | -             | Formé au club                      | 2008                    |
| Louis Fajfrowski (†},    | Ailier          | 6 décembre 1996   | France               | -             | Montpellier HR                     | 2015                    |
| Pierre Gaveau            | Ailier          | 2 août 1995       | France               | -             | Formé au club                      | 2016                    |
| Eroni Tuwai              | Ailier          | 12 juin 1995      | Fidji                |               | Union Bordeaux-Bègles              | 2017                    |
| Jack McPhee              | Arrière         | 31 mars 1987      | Nouvelle-Zélande     | -             | Northland                          | 2012                    |
| Thomas Salles            | Ailier          | 19 avril 1996     | France               |               | Formé au club                      | 2016                    |
| Maxime Fucina            | Ailier          | 19 juillet 1996   | France               | -             | US Oyonnax                         | 2018                    |

## Calendrier et résultats

### Matchs amicaux
- Stade aurillacois - Union Bordeaux Bègles :  22-20

### Pro D2
| - Stade aurillacois - US Oyonnax : 20-19 - Provence rugby - Stade Aurillac ois : 48-18 - Stade aurillacois - US Carcassonne : 19-16 - Soyaux Angoulême XV - Stade Aurillac ois : 23-13 - Stade aurillacois- USO Nevers : 12-16 - CA Brive - Stade Aurillacois : 36-14 - Stade aurillacois - US Montauban : 28-15 - Biarritz olympique - Stade aurillacois : 28-24 - AS Béziers - Stade aurillacois : 34-7 - Stade aurillacois - Union sportive bressane : 13-9 - Colomiers rugby - Stade aurillacois : 19-17 - Stade aurillacois - Stade montois : 31-7 - RC Massy - Stade aurillacois : 18-27 - Stade aurillacois - RC Vannes : 17-23 - Aviron bayonnais - Stade aurillacois : 45-10 | - US Carcassonne - Stade aurillacois : 39-35 - Stade aurillacois - Soyaux Angoulême XV : 13-10 - US Montauban - Stade aurillacois : 27-3 - Stade aurillacois - Colomiers rugby : 23-18 - Stade aurillacois - AS Béziers : 19-3 - Stade montois - Stade aurillacois : 36-8 - Stade aurillacois - RC Massy : 31-18 - Stade aurillacois - Aviron bayonnais : 41-27 - US Oyonnax - Stade aurillacois : 46-6 - Stade aurillacois - Provence rugby : 36-10 - Union sportive bressane - Stade aurillacois : 31-6 - Stade aurillacois - CA Brive : 14-11 - RC Vannes - Stade aurillacois : 25-5 - Stade aurillacois - Biarritz Olympique : 16-17 - USO Nevers - Stade aurillacois : 28-26 |

### Classement de la saison régulière
| Rang | Club                | J  | V  | N | D  | Bo | Bd | Pm  | Pe  | Diff | Pts |
| ---- | ------------------- | -- | -- | - | -- | -- | -- | --- | --- | ---- | --- |
| 1    | CA Brive (R)        | 30 | 19 | 1 | 10 | 6  | 7  | 816 | 556 | +260 | 91  |
| 2    | Oyonnax Rugby (R)   | 30 | 17 | 1 | 12 | 9  | 8  | 811 | 633 | +178 | 87  |
| 3    | Aviron bayonnais    | 30 | 17 | 1 | 12 | 6  | 7  | 719 | 537 | +182 | 83  |
| 4    | RC Vannes           | 30 | 17 | 1 | 12 | 3  | 7  | 671 | 619 | +52  | 80  |
| 5    | Stade montois       | 30 | 16 | 1 | 13 | 6  | 6  | 681 | 599 | +82  | 78  |
| 6    | USO Nevers          | 30 | 16 | 1 | 13 | 6  | 6  | 653 | 589 | +64  | 78  |
| 7    | Biarritz olympique  | 30 | 15 | 1 | 14 | 5  | 7  | 776 | 638 | +138 | 74  |
| 8    | AS Béziers          | 30 | 17 | 1 | 12 | 1  | 3  | 573 | 602 | -29  | 74  |
| 9    | Soyaux Angoulême XV | 30 | 14 | 1 | 15 | 5  | 5  | 614 | 646 | -32  | 68  |
| 10   | Provence Rugby (P)  | 30 | 15 | 0 | 15 | 3  | 5  | 682 | 730 | -48  | 68  |
| 11   | US Carcassonne      | 30 | 14 | 0 | 16 | 3  | 6  | 629 | 703 | -74  | 65  |
| 12   | US Montauban        | 30 | 13 | 1 | 16 | 3  | 7  | 568 | 678 | -110 | 64  |
| 13   | Colomiers Rugby     | 30 | 13 | 0 | 17 | 3  | 6  | 534 | 594 | -60  | 61  |
| 14   | Stade aurillacois   | 30 | 13 | 0 | 17 | 3  | 6  | 552 | 702 | -150 | 61  |
| 15   | US bressane (P)     | 30 | 13 | 1 | 16 | 4  | 2  | 586 | 777 | -191 | 60  |
| 16   | RC Massy            | 30 | 5  | 1 | 24 | 1  | 6  | 499 | 751 | -252 | 29  |

bis=
|  | Qualication pour les demi-finales (no 1, no 2) .          |
|  | Qualification pour les barrages (no 3, no 4, no 5, no 6). |
|  | Relégation en Fédérale 1 (no 15 et no 16).                |
|  | R : relégués 2018 • P : promus 2018                       |

## Statistiques

### Championnat de France
Meilleurs réalisateurs,
| Rang | Joueur              | Poste     | Points | Essais | Transf. | Pén. | Drops |
| ---- | ------------------- | --------- | ------ | ------ | ------- | ---- | ----- |
| 1    | Joris Segonds       | Ouverture | 227    | 1      | 30      | 50   | 4     |
| 2    | Thomas Salles       | Ailier    | 49     | 7      | 1       | 4    | -     |
| 3    | Jack McPhee         | Arrière   | 33     | 6      | -       | 1    | -     |
| 4    | Latuka Maituku      | 3e ligne  | 30     | 6      | -       | -    | -     |
| 5    | Pieter-Steyn de Wet | Ouverture | 28     | 4      | 8       | -    | -     |

Meilleurs marqueurs,
| Rang | Joueur           | Poste    | Essais |
| ---- | ---------------- | -------- | ------ |
| 1    | Thomas Salles    | Ailier   | 7      |
| 2    | Latuka Maituku   | 3e ligne | 6      |
| 2    | Jack McPhee      | Arrière  | 6      |
| 4    | Shaun Adendorff  | 3e ligne | 4      |
| 5    | AJ Coertzen (en) | Centre   | 3      |